# حنيفية (نبات)
حنيفية (الاسم العلمي: Haniffia)، جنس نباتات من فصيلة الزنجبيلية. أنواعه المعروفة ثلاثة، موطنها تايلاند وشبه الجزيرة الماليزية
- Haniffia albiflora K.Larsen & J.Mood - تايلاند
- Haniffia cyanescens (Ridl.) Holttum - شبه الجزيرة الماليزية
- Haniffia flavescens Y.Y.Sam & Julius - شبه الجزيرة الماليزية